# Marià Vallès i Isant
Marià Vallès i Isant (Manresa, 23 d'abril del 1832  – 16 de novembre del 1888), fill de Marià Vallès i Jaumandreu i Josepa Isant i Soler, va ser advocat i músic: compositor, director i violinista.

## Biografia
Rebé els primers ensenyaments de música de Caietà Mensa, mestre de capella de la Seu de Manresa, i de Bonaventura Dalmau, Músic Major del regiment aquarterat a Manresa. Vallès es desplaçà a Barcelona a estudiar-hi Dret, alhora que ampliava la seva formació musical fent violí amb Antoni Pasarell  i harmonia i composició amb Bernat Calvó Puig.
De tornada a Manresa, el 1851, hi procurà impulsar la música: dirigí el cor de l'església de Sant Miquel i fundà el Centre Filarmònic (1854) on portà la direcció de conjunts de ball.
Juntament amb el músic militar Julio César Tantalora presentà l'any 1855 unes Bases para plantear en esta ciudad [Manresa] una clase de música instrumental, esquema per constituir una escola municipal de música basada en el model de les capelles de música catedralícies, amb l'objectiu de crear una banda musical estable. El consistori tirà endavant la iniciativa i Marià Vallès treballà com a mestre de la breu Escola de Música municipal (1855-1859), que tancà aviat per restriccions pressupostàries de l'ajuntament. Tanmateix continuà dirigint un grup instrumental amb funcions d'orquestra municipal, i continuà exercint el seu mestratge al Conservatori creat l'any 1878.
A partir del 1858 dirigí el nou teatre Casa Vallès (actual Ateneu de les Piques) que el 1862 convertí en Casino Artesà on organitzava balls, òperes i simfonies per als obrers. Hi fundà la societat coral obrera Apolo (1862), dirigida pel mestre Martí fins que el 1864 Vallès n'assumí la direcció i aconseguí un tretzè premi al certamen de corals Euterpe de Barcelona; posteriorment la coral Apolo es fusionarà amb la coral Castàlia.
Era membre de la capella de música de la Seu de Manresa, per a la qual va compondre nombroses obres: era primer violí, cantor baix, i des de 1866 a vegades també director.
En tant que compositor, de Vallès ens han arribat un total de trenta-quatre obres de música sacra del període 1856-1880, que es conserven a l'Arxiu Musical de la Seu de Manresa, més alguna altra obra a l'arxiu històric comarcal de Tàrrega. Comprenen misses, antífones, completes, Salves, cançons i altres. Són per interpretar a tres, quatre i cinc veus, i els acompanyaments poden variar des d'orgue sol fins a gran orquestra. Sembla que, a més, va ser autor d'un cert nombre de sarsueles, operetes, balls i simfonies, sardanes i els pastorets Los pastores en Belén (1866).
Compaginava la música amb la seva feina com a procurador del tribunal de primera instància de Manresa, procurador de la Séquia de Manresa (1861), subdirector de la companyia d'assegurances contra incendis "La Paternal" (1859), corresponsal del Banc d'Espanya per la recaptació de la contribució territorial (1862) i regidor de l'Ajuntament de Manresa (1866). El seu fill, Marià Vallès i Vallès (1862-1919) va ser advocat, i arxiver de la Diputació de Barcelona.